# Presidenti della Provincia di Savona
Questo elenco riporta i presidenti dell'amministrazione provinciale di Savona.

## Repubblica Italiana (dal 1946)

### Presidenti della Deputazione provinciale (1945-1951)

#### Eletti dal Consiglio provinciale (1951-1995)
| Nº | Ritratto | Ritratto | Nome              | Mandato           | Mandato          | Partito                                 | Elezione |
| Nº | Ritratto | Ritratto | Nome              | Inizio            | Fine             | Partito                                 | Elezione |
| -- | -------- | -------- | ----------------- | ----------------- | ---------------- | --------------------------------------- | -------- |
|    |          |          | ?                 | ?                 | ?                | ?                                       |          |
|    |          |          | Guido Bonino      | 30 settembre 1985 | 22 dicembre 1989 | Partito Socialista Italiano             | 1985     |
|    |          |          | Pierluigi Pesenti | 22 dicembre 1989  | 6 agosto 1990    | Partito Socialista Democratico Italiano | 1985     |
|    |          |          | Mario Robutti     | 6 agosto 1990     | 8 maggio 1995    | Partito Socialista Italiano             | 1990     |

#### Eletti direttamente dai cittadini (1995-2014)
| Nº             | Ritratto       | Ritratto                                | Nome                                    | Mandato          | Mandato                            | Partito                              | Coalizione | Coalizione                            | Elezione |
| Nº             | Ritratto       | Ritratto                                | Nome                                    | Inizio           | Fine                               | Partito                              | Coalizione | Coalizione                            | Elezione |
| -------------- | -------------- | --------------------------------------- | --------------------------------------- | ---------------- | ---------------------------------- | ------------------------------------ | ---------- | ------------------------------------- | -------- |
|                |                |                                         | Alessandro Garassini                    | 29 maggio 1995   | 28 giugno 1999                     | Partito Popolare Italiano            |            | L'Ulivo (PDS-PPI-PdD-FdV-L. civica)   | 1995     |
| 28 giugno 1999 | 14 giugno 2004 | Partito Popolare Italiano La Margherita | Alessandro Garassini                    |                  | L'Ulivo (DS-PPI-SDI-Dem.-PdCI-FdV) | 1999                                 |            |                                       |          |
|                |                |                                         | Marco Bertolotto                        | 14 giugno 2004   | 14 novembre 2008                   | La Margherita Partito Democratico    |            | L'Ulivo (DS-DL-PRC-SDI-Dem.-PdCI-FdV) | 2004     |
|                |                |                                         | Mario Spanu (Commissario straordinario) | 14 novembre 2008 | 11 luglio 2009                     | —                                    | —          | —                                     | —        |
|                |                |                                         | Angelo Vaccarezza                       | 11 luglio 2009   | 13 ottobre 2014                    | Il Popolo della Libertà Forza Italia |            | PdL-LN-DC                             | 2009     |

#### Eletti dai sindaci e consiglieri della provincia (dal 2014)
| Nº             | Ritratto  | Ritratto               | Nome                | Mandato          | Mandato          | Partito                       | Elezione |
| Nº             | Ritratto  | Ritratto               | Nome                | Inizio           | Fine             | Partito                       | Elezione |
| -------------- | --------- | ---------------------- | ------------------- | ---------------- | ---------------- | ----------------------------- | -------- |
|                |           |                        | Monica Giuliano     | 13 ottobre 2014  | 12 novembre 2018 | Partito Democratico           | 2014     |
|                |           |                        | Pierangelo Olivieri | 12 novembre 2018 | 9 gennaio 2023   | Indipendente di centro-destra | 2018     |
| 9 gennaio 2023 | in carica | Cambiamo! Forza Italia | Pierangelo Olivieri | 2023             |                  |                               |          |